# Roding
Roding é uma cidade da Alemanha localizado no distrito de Cham, região administrativa de Oberpfalz, estado de Baviera.